# Lucídio Alvites
Lucídio Alvites (910 - ?) foi um Rico-homem e Cavaleiro medieval ligado à fundação do Condado Portucalense como bisneto de Vimara Peres. Aparece documentado entre os anos de 926 e 968. 

## Relações Familiares
Foi filho de Alvito Lucides e casado com Jimena, com quem teve:
- Onecca ou Onega Lucides (979-106 ou 1025), a esposa do conde Rodrigo Vasques.[2]